# تدوير العشب
تدوير العشب يشير إلى ترك قصاصات العشب على نبات المروج أثناء الجز.

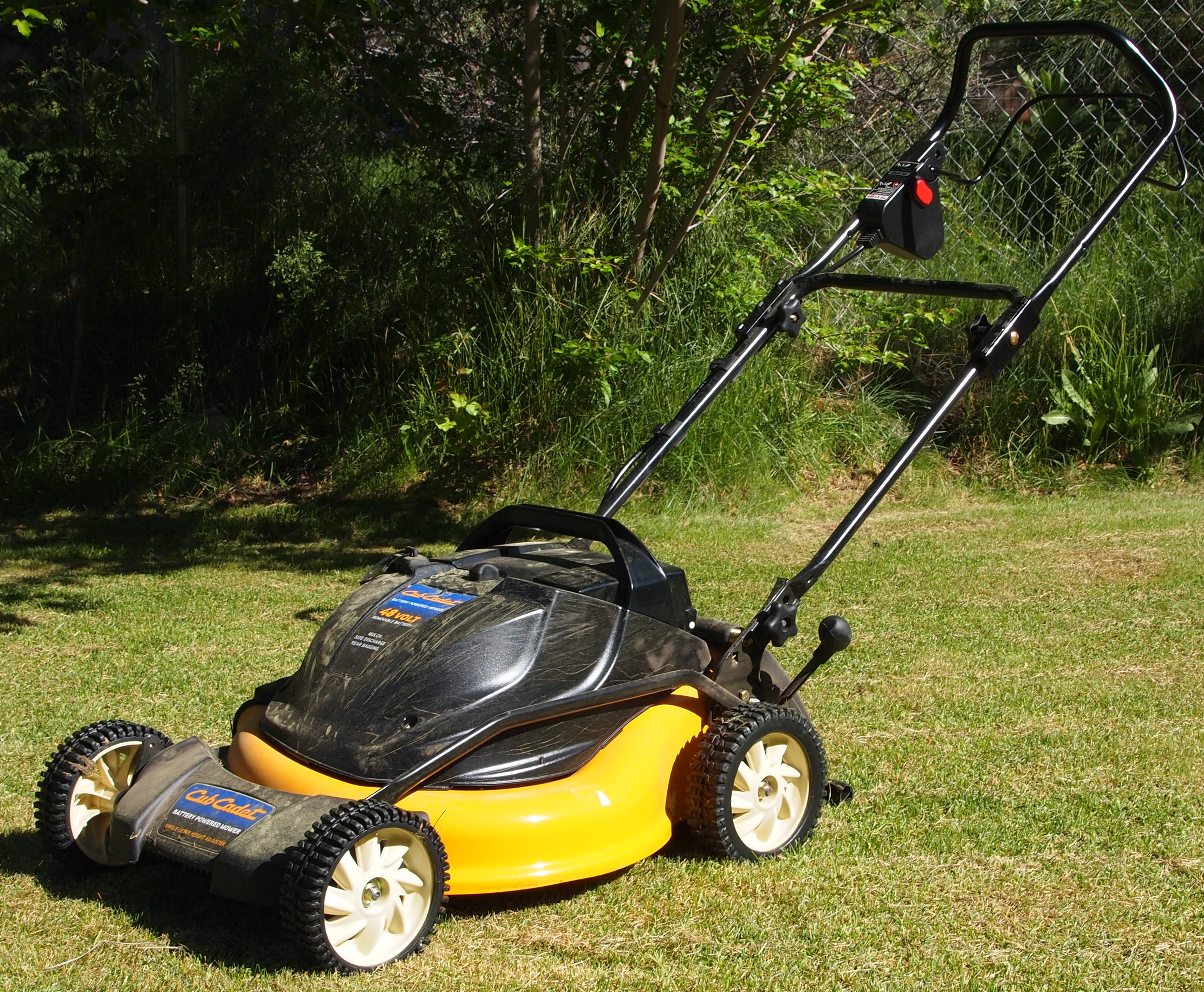
جزازة عشب كهربية في وضع تدوير العشب

المصطلح هو لفظ منحوت يجمع بين «العشب» و«التدوير»، وقد بدأ استخدامه على الأقل في عام 1990 كجزء من الضغط لتقليل الكميات الكبيرة من القصاصات التي ستذهب إلى أماكن دفن النفايات، بمقدار نصف إنتاج نفايات بعض المدن في وقت الصيف، حيث إن 1000 قدم مربع (93 م2) من العشب يمكن أن ينتج من 200 إلى 500 رطل (من 90 إلى 225 كجم) من القصاصات في العام.
ولأن العشب يتكون في معظمه من الماء (80% أو أكثر)، ويحتوي على قليل من الليغنين، وبه محتوى عالٍ من النيتروجين، تتكسر قصاصات العشب بسهولة وتعود إلى التربة خلال أسبوع أو أسبوعين، حيث تعمل في المقام الأول كمكمل سماد، وإلى حدٍ ما كـمهاد. يمكن أن يوفر تدوير العشب من 15 إلى 20% أو أكثر من متطلبات النيتروجين السنوية للعشب. كما يلاحظ أنصار الفكرة أن تدوير العشب يقلل من استخدام أكياس البلاستيك التي تُستخدم في تجميع نفايات المسطحات الخضراء ويقلل من الرحلات اللازمة إلى مدافن النفايات للتخلص منها.
تشتمل طرق تدوير العشب المثالية على:
- جزّ العشب بما لا يزيد عن 1/3 طوله
- جزّ العشب عندما يكون جافًا عند لمسه
- جزّ العشب عندما يكون ارتفاعه بين 3 و4 بوصات (من 7 إلى 10 سم)
- التأكد من شحذ شفرة الجزازة

على الرغم من أن جزازة المهاد يمكنها أن تجعل قصاصات العشب أصغر، إلا أنها لا تلزم لتدوير العشب.

## وصلات خارجية
- What is grasscycling?